# Ski alpin aux Jeux paralympiques d'hiver de 2010
Navigation
Turin 2006 Sotchi 2014
Les épreuves de ski alpin aux Jeux paralympiques d'hiver de 2010 se tiennent du 13 au 21 mars 2010 à la station alpine Whistler Blackcomb près de Vancouver au Canada.

## Calendrier
| C | Course |

| Évènements                           | Évènements                           | Évènements                           | Calendrier | Calendrier | Calendrier | Calendrier | Calendrier | Calendrier | Calendrier | Calendrier | Calendrier | Calendrier |
| Évènements                           | Évènements                           | Évènements                           | 12         | 13         | 14         | 15         | 16         | 17         | 18         | 19         | 20         | 21         |
| Évènements                           | Évènements                           | Évènements                           | Mars 2010  |            |            |            |            |            |            |            |            |            |
| Cérémonies d'ouverture et de clôture | Cérémonies d'ouverture et de clôture | Cérémonies d'ouverture et de clôture | •          |            |            |            |            |            |            |            |            | •          |
|                                      |                                      |                                      |            |            |            |            |            |            |            |            |            |            |
| Hommes                               |                                      |                                      |            |            |            |            |            |            |            |            |            |            |
| Malvoyants                           |                                      |                                      |            |            |            |            |            |            |            |            |            |            |
| Descente                             |                                      | C                                    |            |            |            |            |            |            |            |            |            |            |
| Super G                              |                                      |                                      |            | C          |            |            |            |            |            |            |            |            |
| Slalom géant                         |                                      |                                      |            |            |            |            |            | C          |            |            |            |            |
| Slalom                               |                                      |                                      |            |            |            |            |            |            |            | C          |            |            |
| Super combiné                        |                                      |                                      |            |            | C          |            |            |            |            |            |            |            |
| Debout                               |                                      |                                      |            |            |            |            |            |            |            |            |            |            |
| Descente                             |                                      | C                                    |            |            |            |            |            |            |            |            |            |            |
| Super G                              |                                      |                                      | C          |            |            |            |            |            |            |            |            |            |
| Slalom géant                         |                                      |                                      |            |            |            |            | C          |            |            |            |            |            |
| Slalom                               |                                      |                                      |            |            |            |            |            |            | C          |            |            |            |
| Super combiné                        |                                      |                                      |            |            | C          |            |            |            |            |            |            |            |
| Assis                                |                                      |                                      |            |            |            |            |            |            |            |            |            |            |
| Descente                             |                                      | C                                    |            |            |            |            |            |            |            |            |            |            |
| Super G                              |                                      |                                      |            | C          |            |            |            |            |            |            |            |            |
| Slalom géant                         |                                      |                                      |            |            |            |            |            | C          |            |            |            |            |
| Slalom                               |                                      |                                      |            |            |            |            |            |            |            | C          |            |            |
| Super combiné                        |                                      |                                      |            |            | C          |            |            |            |            |            |            |            |
|                                      |                                      |                                      |            |            |            |            |            |            |            |            |            |            |
| Femmes                               |                                      |                                      |            |            |            |            |            |            |            |            |            |            |
| Malvoyants                           |                                      |                                      |            |            |            |            |            |            |            |            |            |            |
| Descente                             |                                      | C                                    |            |            |            |            |            |            |            |            |            |            |
| Super G                              |                                      |                                      |            | C          |            |            |            |            |            |            |            |            |
| Slalom géant                         |                                      |                                      |            |            |            |            |            | C          |            |            |            |            |
| Slalom                               |                                      |                                      |            |            |            |            |            |            |            | C          |            |            |
| Super combiné                        |                                      |                                      |            |            | C          |            |            |            |            |            |            |            |
| Debout                               |                                      |                                      |            |            |            |            |            |            |            |            |            |            |
| Descente                             |                                      | C                                    |            |            |            |            |            |            |            |            |            |            |
| Super G                              |                                      |                                      | C          |            |            |            |            |            |            |            |            |            |
| Slalom géant                         |                                      |                                      |            |            |            |            | C          |            |            |            |            |            |
| Slalom                               |                                      |                                      |            |            |            |            |            |            | C          |            |            |            |
| Super combiné                        |                                      |                                      |            |            | C          |            |            |            |            |            |            |            |
| Assis                                |                                      |                                      |            |            |            |            |            |            |            |            |            |            |
| Descente                             |                                      | C                                    |            |            |            |            |            |            |            |            |            |            |
| Super G                              |                                      |                                      |            | C          |            |            |            |            |            |            |            |            |
| Slalom géant                         |                                      |                                      |            |            |            |            |            | C          |            |            |            |            |
| Slalom                               |                                      |                                      |            |            |            |            |            |            |            | C          |            |            |
| Super combiné                        |                                      |                                      |            |            | C          |            |            |            |            |            |            |            |
|                                      |                                      |                                      |            |            |            |            |            |            |            |            |            |            |

## Médaillés

### Hommes

#### Malvoyants
| Épreuves      | Or                                                          | Argent                                                      | Bronze                                              |
| ------------- | ----------------------------------------------------------- | ----------------------------------------------------------- | --------------------------------------------------- |
| Descente      | Jon Santacana Maiztegui (ESP) Guide : Miguel Galindo Garces | Mark Bathum (USA) Guide : Slater Storey                     | Gerd Gradwohl (GER) Guide : Karl-Heinz Vachenauer   |
| Super G       | Nicolas Bérejny (FRA) Guide : Sophie Troc                   | Jakub Krako (SVK) Guide : Juraj Medera                      | Miroslav Haraus (SVK) Guide : Martin Makovnik       |
| Slalom géant  | Jakub Krako (SVK) Guide : Juraj Medera                      | Jon Santacana Maiztegui (ESP) Guide : Miguel Galindo Garces | Gianmaria Dal Maistro (ITA) Guide : Tommaso Balasso |
| Slalom        | Jakub Krako (SVK) Guide : Juraj Medera                      | Jon Santacana Maiztegui (ESP) Guide : Miguel Galindo Garces | Gianmaria Dal Maistro (ITA) Guide : Tommaso Balasso |
| Super combiné | Jakub Krako (SVK) Guide : Juraj Medera                      | Gianmaria Dal Maistro (ITA) Guide : Tommaso Balasso         | Miroslav Haraus (SVK) Guide : Martin Makovnik       |

#### Debout
| Épreuves      | Or                     | Argent                        | Bronze                        |
| ------------- | ---------------------- | ----------------------------- | ----------------------------- |
| Descente      | Gerd Schönfelder (GER) | Marty Mayberry (AUS)          |                               |
| Descente      | Gerd Schönfelder (GER) | Michael Brügger (SUI)         |                               |
| Super G       | Gerd Schönfelder (GER) | Vincent Gauthier-Manuel (FRA) | Hubert Mandl (AUT)            |
| Slalom géant  | Gerd Schönfelder (GER) | Robert Meusburger (AUT)       | Vincent Gauthier-Manuel (FRA) |
| Slalom        | Adam Hall (NZL)        | Gerd Schönfelder (GER)        | Cameron Rahles-Rahbula (AUS)  |
| Super combiné | Gerd Schönfelder (GER) | Vincent Gauthier-Manuel (FRA) | Cameron Rahles-Rahbula (AUS)  |

#### Assis
| Épreuves      | Or                        | Argent                    | Bronze                   |
| ------------- | ------------------------- | ------------------------- | ------------------------ |
| Descente      | Christoph Kunz (SUI)      | Taiki Morii (JPN)         | Akira Kano (JPN)         |
| Super G       | Akira Kano (JPN)          | Martin Braxenthaler (GER) | Taiki Morii (JPN)        |
| Slalom géant  | Martin Braxenthaler (GER) | Christoph Kunz (SUI)      | Takeshi Suzuki (JPN)     |
| Slalom        | Martin Braxenthaler (GER) | Josh Dueck (CAN)          | Philipp Bonadimann (AUT) |
| Super combiné | Martin Braxenthaler (GER) | Jürgen Egle (AUT)         | Philipp Bonadimann (AUT) |

### Femmes

#### Malvoyantes
| Épreuves      | Or                                                | Argent                                            | Bronze                                         |
| ------------- | ------------------------------------------------- | ------------------------------------------------- | ---------------------------------------------- |
| Descente      | Viviane Forest (CAN) Guide : Lindsay Debou        | Henrieta Farkašová (SVK) Guide : Natália Šubrtová | Danelle Umstead (USA) Guide : Robert Umstead   |
| Super G       | Henrieta Farkašová (SVK) Guide : Natália Šubrtová | Viviane Forest (CAN) Guide : Lindsay Debou        | Anna Kulíšková (CZE) Guide : Martin Kulíšek    |
| Slalom géant  | Henrieta Farkašová (SVK) Guide : Natália Šubrtová | Sabine Gasteiger (AUT) Guide : Stefan Schoner     | Viviane Forest (CAN) Guide : Lindsay Debou     |
| Slalom        | Sabine Gasteiger (AUT) Guide : Stefan Schoner     | Viviane Forest (CAN) Guide : Lindsay Debou        | Jessica Gallagher (AUS) Guide : Eric Bickerton |
| Super combiné | Henrieta Farkašová (SVK) Guide : Natália Šubrtová | Viviane Forest (CAN) Guide : Lindsay Debou        | Danelle Umstead (USA) Guide : Robert Umstead   |

#### Debout
| Épreuves      | Or                         | Argent                  | Bronze                    |
| ------------- | -------------------------- | ----------------------- | ------------------------- |
| Descente      | Lauren Woolstencroft (CAN) | Solène Jambaqué (FRA)   | Andrea Rothfuss (GER)     |
| Super G       | Lauren Woolstencroft (CAN) | Melania Corradini (ITA) | Andrea Rothfuss (GER)     |
| Slalom géant  | Lauren Woolstencroft (CAN) | Andrea Rothfuss (GER)   | Petra Smaržová (SVK)      |
| Slalom        | Lauren Woolstencroft (CAN) | Andrea Rothfuss (GER)   | Karolina Wisniewska (CAN) |
| Super combiné | Lauren Woolstencroft (CAN) | Solène Jambaqué (FRA)   | Karolina Wisniewska (CAN) |

#### Assises
| Épreuves      | Or                    | Argent                | Bronze                   |
| ------------- | --------------------- | --------------------- | ------------------------ |
| Descente      | Alana Nichols (USA)   | Laurie Stephens (USA) | Claudia Lösch (AUT)      |
| Super G       | Claudia Lösch (AUT)   | Alana Nichols (USA)   | Anna Schaffelhuber (GER) |
| Slalom géant  | Alana Nichols (USA)   | Stephani Victor (USA) | Kuniko Obinata (JPN)     |
| Slalom        | Claudia Lösch (AUT)   | Stephani Victor (USA) | Kuniko Obinata (JPN)     |
| Super combiné | Stephani Victor (USA) | Claudia Lösch (AUT)   | Alana Nichols (USA)      |

## Tableau des médailles
- Pays organisateur (Canada)

| Rang  | Nation             | Or | Argent | Bronze | Total |
| ----- | ------------------ | -- | ------ | ------ | ----- |
| 1     | Allemagne          | 7  | 4      | 4      | 15    |
| 2     | Canada             | 6  | 4      | 3      | 13    |
| 3     | Slovaquie          | 6  | 2      | 3      | 11    |
| 4     | États-Unis         | 3  | 5      | 3      | 11    |
| 5     | Autriche           | 3  | 4      | 4      | 11    |
| 6     | France             | 1  | 4      | 1      | 6     |
| 7     | Espagne            | 1  | 2      | 0      | 3     |
| 7     | Suisse             | 1  | 2      | 0      | 3     |
| 9     | Japon              | 1  | 1      | 5      | 7     |
| 10    | Nouvelle-Zélande   | 1  | 0      | 0      | 1     |
| 11    | Italie             | 0  | 2      | 2      | 4     |
| 12    | Australie          | 0  | 1      | 3      | 4     |
| 13    | République tchèque | 0  | 0      | 1      | 1     |
| Total | Total              | 30 | 31     | 29     | 90    |